# Jennifer Robinson
Jennifer Robinson (Città di Shoalhaven, 1981) è un'avvocata, docente e attivista australiana nel campo dei diritti umani.
Opera nel foro londinese di Bristol, Manchester e Doughty Street. Ha fondato la Bertha Justice Initiative, per la quale è responsabile dell'ufficio giuridico della sede londinese, oltre ad essere lettore presso la Scuola Legale dell'Università di Sydney.
Nota principalmente per essere stata a lungo esponente del collegio difensivo di Julian Assange, e per aver assistito alcuni attivisti della Nuova Guinea Occidentale, è fra i fondatori dell'International Lawyers for West Papua e membro del Comitato Esecutivo dell'Associazione dei Giuristi del Commonwealth.

## Biografia
Nativa di Berry, un villaggio lungo la costa del Nuovo Galles del Sud, dopo aver frequentato le scuole superiori nella vicina cittadina di Bomaderry, conseguì una doppia laurea in Giurisprudenza e Orientalistica all'Università Nazionale Australiana, specializzandosi in diritto internazionale, Indonesia e Asia sud-orientale. Fu insignita della medaglia d'oro universitaria e nominata Distinguished scholar negli studi asiatici, che completò all'università Gadjah Mada (UGM) a Yogyakarta, in Indonesia.
Vinta la borsa di studio intitolata a Cecil Rhodes, conseguì il baccellierato in Diritto Civile e il Master in Diritto Pubblico Internazionale al Balliol College dell'Università di Oxford.
Nel 2002, Robinson iniziò a collaborare come volontaria all'Institute for Advocacy and Study of Human Rights (Elsham) della Papua Nuova Guinea, finché non dovette lasciare il Paese a seguito dei primi attentati dinamitardi nell'isola di Bali. Trasferitasi in Inghilterra, fondò l'organizzazione International Lawyers for West Papua e l'anno seguente aiutò Benny Wenda ad ottenere asilo politico a Londra.
Avviò quindi la carriera forense nel distretto legale di Doughty Street nella City di Londra, con Geoffrey Robertson QC, che aveva conosciuto ad Oxford nei primi anni 2000. Durante questo periodo, i due giuristi furono incaricati di pareri legali relativi a crimini contro l'umanità commessi in Iran.
A partire dal 2009, collaborò con lo studio legale Finers Stephens Innocent LLP nell'ambito della difesa dei media e di contensiosi relativi alla libertà di informazione e al diritto di cronaca, agendo in giudizio per conto di clienti quali The New York Times, la CNN, l'Associated Press e Bloomberg News. Fornì assistenza legale nel campo dei diritto umanitario e del diritto penale internazionale relativamente a casi originatisi durante il dopoguerra iracheno. Si occupò di procedimenti penali per oscenità, in Indonesia, e di alcuni casi finiti davanti alla Corte Suprema del Regno Unito e alla Corte Europea dei Diritti dell'Uomo.
Robinson e Geoffrey Robertson agirono nella causa popolarmente nota come "alphabet soup case" che contrappose Mohammed Jabar e altri all'HM Treasury (caso [2010] UK SC 1), vincendo in prima istanza contro le restrizioni al diritto di cronaca riguardo al congelamento dei beni in funzione antiterroristica. Sempre in prima istanza, intervennero in collaborazione con la Corte Suprema del Regno Unito e indifesa di alcune organizzazioni mediatiche britanniche nel caso Mosley v United Kingdom ([2011] 53 E.H.R.R. 30) davanti alla Corte Europea dei Diritti Umani.
Con la consulenza di Richard Dawkins, Christopher Hitchens e Sam Harris. Nel e agirono nella causa popolarmente nota come "alphabet soup case" che contrappose Mohammed Jabar e altri all'HM Treasury (caso [2010] UK SC 1), vincendo in prima istanza contro le restrizioni al diritto di cronaca riguardo al congelamento dei beni in funzione antiterroristica. 

Sempre in prima istanza, intervennero in collaborazione con la Corte Suprema del Regno Unito e indifesa di alcune organizzazioni mediatiche britanniche nel caso Mosley v United Kingdom ([2011] 53 E.H.R.R. 30) davanti alla Corte Europea dei Diritti Umani.
Nel 2009, con la consulenza di Richard Dawkins, Christopher Hitchens e Sam Harris, prepararono la linea difensiva per perseguire il Pontefice e il Vaticano per crimini contro l'umanità, a seguito dello scandalo degli abusi sessuali nella Chiesa Cattolica. L'istanza fu in seguito trasmessa al legale rappresentante del Center for Constitutional Rights, organizzazione no-profit di giuristi attivi nel campo dei diritti civili e dei diritti umani, con sede a New York.
La Robinson fornì assistenza legale al The New York Times per le intercettazioni telefoniche svolte a Londra nell'ambito dell'inchiesta giornalistica che rivelò il grado di coinvolgimento di Andy Coulson, poi divenuto Capo Ufficio Stampa del premier David Cameron. Gli articoli del quotidiano statunitense evidenziarono come le intercettazioni non fossero iniziativa di uno sparuto gruppo di giornalisti disonesti, ma una pratica nota e avallata dall'editore e dalla proprietà secondo una catena che aveva il suo vertice a monte della redazione di News of the World. Ad ottobre del 2010, fu nominata avvocato difensore di Julian Assange nel caso WikiLeaks.
Alla fine del 2011 ricevette dalla Fondazione Bertha l'incarico di redigere e sviluppare un programma globale sui diritti umani e la legislazione di pubblico interesse proponendo obbiettivi e un chiaro percorso professionale di crescita per giovani avvocati che intendessero impegnarsi in tali ambiti.
Il programma si propose di sostenere le organizzazioni attive in tali ambiti secondo i principi del Movement Lawyering, che ha radici nelle proteste a seguito della destituzione del presidente della Corte Suprema del Pakistan Iftikhar Muhammad Chaudhry da parte del neoletto Capo dello Stato Pervez Musharraf.
A maggio del 2013, intervenne al TEDx di Sydney con un discorso inerente alla situazione politica della Papua Nuova Guinea Occidentale vista con gli occhi del leader in esilio Benny Wenda, col quale tenne interventi negli Stati Uniti, Australia, Nuova Zelanda e Papua Nuova Guinea.

## Riconoscimenti
- 2008: National Pro Bono Hero dell'Avvocatura Generale del Regno Unito[14]
- 2013: Young Alumni of the Year dell'Università Nazionale Australiana[15]